# مانويل بيليساريو مورينو
مانويل بيليساريو مورينو هو كاتب إكوادوري، ولد في 1856 في مقاطعة لوخا في الإكوادور، وتوفي بنفس المكان في 1917.